# Sahin vs. Germania
Cauza Sahin vs. Germania (petiția numărul 30943/96, din 8 iulie 2003) 30943/96) este un dosar judecat la Curtea Europeană a Drepturilor Omului în care Germania a fost condamnată pentru procedurile incomplete relativ la audierea minorei în instanță, proceduri care l-au defavorizat pe tatăl minorei, Curtea de la Strasbourg considerând că a existat o violare a articolului 14 din Convenția Europeană a Drepturilor Omului, coroborat cu articolul 8. Judecătorii Curții au ajuns la o concluzie cu aplicabilitate mai largă, arătând că faptul că un copil este născut în afara căsătoriei nu este suficient pentru a interzice tatălui exercitarea unui drept de vizită. O altă concluzie, cu aplicabilitate mai generală pentru statele membre ale Convenției, la care Curtea de la Strasbourg a ajuns, a fost aceea că acuratețea și integritatea informațiilor referitoare la relația (atitudinea) copilului cu părintele care cere dreptul la acces sunt instrumente indispensabile în stabilirea dorințelor reale ale copilului iar în lipsa acestor informații, instanța nu poate obține o balanță corectă a intereselor părților. 

## Descrierea cazului
Domnul Sahin a depus o plângere a Curtea Europeană, privind, printre alte lucruri, procedura prin care dreptul sau de acces a fost suspendat. Plângerea a vizat instanțelor germane de a acorda reclamantului dreptul de a-și vizita copilul născut în afara căsătoriei. În baza legii aplicabile la acel moment dat, părinții naturali nu puteau să obțină un drept de vizită decât dacă instanța considera că acest lucru este în interesul superior al copilului. În cazul Domnului Sahin, judecătorul german care a efectuat audierile s-a bazat pe recomandarea unei specialiste în psihologie juvenilă. Ea a sfătuit judecătorul să nu audieze fetița de cinci ani în legătura cu relația pe care aceasta o are cu tatăl sau. Psihologul era foarte îngrijorat că un interviu cu judecătorul i-ar da copilului impresia că perspectiva ei este decisivă. Din același motiv nici psihologul nu a întrebat copilul ce părere are despre relația cu tatăl ei. La finalul procesului instanța germană a hotărât că dreptul de acces al domnului Sahin la fata sa să fie suspendat, în interesul copilului.

## Decizia Curții

### Cu privire la violarea articolului 8
Camera Curții Europene a Drepturilor Omului a susținut pe 10 octombrie 2001 că nu poate decide dacă această omisiune a judecătorului reprezintă o violare a articolului 8 al Convenției. Problema, în perspectiva Camerei, a fost că tatăl nu a fost suficient implicat în proceduri. Instanța germană ar fi trebuit să audieze minorul și nu ar fi trebuit să permită anularea unor proceduri din cauza unor cerințe vagi formulate de un psiholog, a susținut Camera Curții Europene. Era posibil, în perspectiva Curții Europene, ca instanța să hotărască audierea copilului nu de către judecător ci de către altcineva, spre exemplu, chiar de către un psiholog. Dar Curtea Europeană nu a putut sancționa faptul că minorul nu a fost întrebat despre dorințele și sentimentele lui de nimeni. Totuși Curtea Europeană a stipulat că acuratețea și integritatea informațiilor referitoare la relația (atitudinea) copilului cu părintele care cere dreptul la acces sunt instrumente indispensabile în stabilirea dorințelor reale ale copilului. În lipsa acestor informații, instanța nu poate obține o balanță corectă a intereselor părților (Camera CEDO 11 octombrie 2001, 48). 

### Cu privire la violarea articolului 14
Cu privire la întrebarea pusă curții Curții, relativ la faptul dacă legea a fost aplicată în așa fel încât să conducă la o diferență nejustificată de tratament între solicitant și părinții divorțați instanța a găsit o violare a convenției CEDO: Deși convinse de afecțiunea reclamantului față de fiica sa, instanțele germane au arătat că doar circumstanțe speciale ar putea justifica presupunerea aceste contacte personale tată-fiică ar avea efecte benefice asupra bunăstării copilului. În opinia CEDO, instanțele naționale au pus o sarcină a probei mult mai grea asupra domnului Sahin decât cea pusă altor părinți divorțați. Deoarece Curtea nu a putut discerne un motiv foarte important pentru această diferență de tratament, Curtea a concluzionat că a existat o încălcare a articolului 14 coroborat cu articolul 8.